# Maya Pedersen-Bieri
Maya Pedersen-Bieri (Spiez, 27 de novembro de 1972) é uma piloto de skeleton suíça. Ela conquistou uma medalha de ouro olímpica em 2006.